# Adolf Richner
Adolf Richner (* 12. Juni 1908 in Gränichen; † 4. Mai 1982 in Aarau, heimatberechtigt in Gränichen) war ein Schweizer Politiker (SP).

## Biografie
Adolf Richner wurde am 12. Juni 1908 als Sohn des Schreiners und Kleinbauern Friedrich Richner und der Anna Maria geborene Müller in Gränichen geboren. In den Jahren 1924 bis 1928 besuchte Richner das Lehrerseminar in Wettingen, anschliessend war er bis 1955 als Lehrer in Oftringen tätig. Adolf Richner, der 1937 Elsa geborene Woodtli ehelichte, verstarb am 4. Mai 1982 knapp vor Vollendung seines 74. Lebensjahres in Aarau.

## Politische Laufbahn
Der SP-Politiker Adolf Richner gehörte zunächst in den Jahren 1933 bis 1955 dem Aargauer Grossen Rat, in dem er von 1950 bis 1955 als Erziehungsrat wirkte und den er von 1954 bis 1955 präsidierte, an. Im Anschluss war er von 1955 bis 1969 im Regierungsrat vertreten, den er 1957/58, 1963/64 sowie 1967/68 als Landammann vorstand.
Adolf Richner leitete während seiner Amtszeit die Doppeldirektion des Innern und der Gesundheit. Schwerpunkte setzte Richner beim Ausbau des Sozialwesens, unter anderem mit der Schaffung der Grundlagen für ein zweites aargauisches Kantonsspital in Baden sowie bei der Gemeindeorganisation mit der Einführung von Einwohnerräten.